# Arfeuille-Châtain
Arfeuille-Châtain – miejscowość i gmina we Francji, w regionie Nowa Akwitania, w departamencie Creuse.
Według danych na rok 1990 gminę zamieszkiwało 167 osób, a gęstość zaludnienia wynosiła 8 osób/km² (wśród 747 gmin Limousin Arfeuille-Châtain plasuje się na 460. miejscu pod względem liczby ludności, natomiast pod względem powierzchni na miejscu 318.).